# Shaun Pickering
Shaun Pickering (Griffithstown, Gales; 14 de noviembre de 1961 – 11 de mayo de 2023) fue un atleta británico especialista en el lanzamiento de bala, Lanzamiento de disco y lanzamiento de martillo que ganó medalla en los Juegos de la Mancomunidad y participó en los Juegos Olímpicos.

## Carrera
Hijo de los atletas olímpicos Jean Desforges y Ron Pickering, representó a Gales en los Juegos de la Mancomunidad en Kuala Lumpur 1998 donde ganó la medalla de bronce, solo debajo del ganador de la medalla de oro Burger Lambrechts de Sudáfrica y Mihalis Louca de Chipre que ganó la medalla de plata.
Representaría al Reino Unido en los Juegos Olímpicos de Atlanta 1996 donde finalizó en el lugar 27. Luego de retirarse fue inducido al Salón de la Fama del Atletismo de Gales luego de haber sido campeón nacional en el lanzamiento de bala en cinco ocasiones, cinco veces campeón de lanzamiento de disco y nueve veces campeón en lanzamiento de martillo y campeón británico en lanzamiento de bala en 1997.